# Septiventer quadridentatus
Septiventer quadridentatus (лат.) — ископаемый вид жесткокрылых насекомых, единственный в составе монотипических рода Septiventer и семейства Septiventeridae (Scarabaeoidea). Обнаружены в раннемеловых отложениях (около 125 млн лет) Центральной Азии (Yixian Formation, Китай, Ляонинь, 41°36′ с. ш. 120°48′ в. д.).

## Описание
Размер тела 8,50×3,50 мм. Брюшко с 7 стернитами; развиты длинные мезококсальные впадины; усики с 3-члениковой булавой; радиальная ячейка заднего крыла хорошо развита.

## Систематика
Septiventeridae рассматривается как сестринская группа ко всем остальным жукам из надсемейства Scarabaeoidea, с семействами Glaresidae и Trogidae в качестве следующих ближайших ветвей.
Вид Septiventer quadridentatus был впервые описан по отпечаткам в 2013 году немецким колеоптерологом Рольфом Бьютелем (Rolf G. Beutel; Institut fur Spezielle Zoologie und Evolutionsbiologie, Йенский университет имени Фридриха Шиллера, Йена, Германия) и китайскими палеонтологами (Ming Bai, Chung-Kun Shih, Dong Ren & Xing-Ke Yang; Institute of Zoology, Capital Normal University, Пекин, Китай).